# برايان كوكس (مخرج)
برايان كوكس (بالإنجليزية: Brian Cox)‏ هو مخرج أمريكي، ولد في القرن العشرين.

## وصلات خارجية
- برايان كوكس على موقع IMDb (الإنجليزية)
- برايان كوكس على موقع ألو سيني (الفرنسية)
- برايان كوكس على موقع أول موفي (الإنجليزية)
- برايان كوكس على موقع قاعدة بيانات الفيلم (الإنجليزية)
- برايان كوكس على موقع كينوبويسك (الروسية)